# Gumara
× Gumara, es un híbrido intergenérico entre los géneros de orquídeas Diacrium × Epidendrum × Laelia. Fue publicado en Orchid Rev. 112(1257, Suppl.): 102: 198 (1994).